# مقایسه بین‌المللی اتحادیه‌های کارگری
اتحادیه‌های کارگری در کشورهای مختلف بر پایه الگوهای رشد و کاهش، سطوح خشونت و انواع فعالیت‌های سیاسی مقایسه شده‌اند.

## چگالی اتحادیه
در زیر مقایسه‌ای از تراکم اتحادیه در بین کشورهای OECD ارائه شده است. توجه داشته باشید که این میزان معمولاً کمتر از میزان پوشش چانه‌زنی جمعی است (برای مثال، فرانسه تراکم اتحادیه‌ها را ۹٪ در سال ۲۰۱۴ گزارش کرد، در حالی که چانه‌زنی جمعی ۹۸٫۵٪ از کارگران را در همان سال پوشش داده است).
| کشور                | تراکم اتحادیه (%) | سال  |
| ------------------- | ----------------- | ---- |
| استرالیا            | ۱۳٫۷              | ۲۰۱۸ |
| اتریش               | ۲۶٫۳              | ۲۰۱۸ |
| بلژیک               | ۵۰٫۳              | ۲۰۱۸ |
| کانادا              | ۲۵٫۹              | ۲۰۱۸ |
| شیلی                | ۱۷٫۷              | ۲۰۱۶ |
| جمهوری چک           | ۱۱٫۵              | ۲۰۱۸ |
| دانمارک             | ۶۶٫۵              | ۲۰۱۸ |
| استونی              | ۴٫۳               | ۲۰۱۸ |
| فنلاند              | ۶۰٫۳              | ۲۰۱۸ |
| فرانسه              | ۸٫۸               | ۲۰۱۸ |
| آلمان               | ۱۶٫۵              | ۲۰۱۸ |
| یونان               | ۲۰٫۲              | ۲۰۱۶ |
| مجارستان            | ۷٫۹               | ۲۰۱۸ |
| ایسلند              | ۹۱٫۸              | ۲۰۱۸ |
| جمهوری ایرلند       | ۲۴٫۱              | ۲۰۱۸ |
| اسرائیل             | ۲۵٫۰              | ۲۰۱۷ |
| ایتالیا             | ۳۴٫۴              | ۲۰۱۸ |
| ژاپن                | ۱۷٫۰              | ۲۰۱۸ |
| کره جنوبی           | ۱۱٫۶              | ۲۰۱۸ |
| لتونی               | ۱۱٫۶              | ۲۰۱۸ |
| لیتوانی             | ۷٫۱               | ۲۰۱۸ |
| لوکزامبورگ          | ۳۱٫۸              | ۲۰۱۸ |
| مکزیک               | ۱۲٫۰              | ۲۰۱۸ |
| هلند                | ۱۶٫۴              | ۲۰۱۸ |
| نیوزیلند            | ۱۸٫۸              | ۲۰۱۸ |
| نروژ                | ۴۹٫۲              | ۲۰۱۸ |
| لهستان              | ۱۲٫۷              | ۲۰۱۶ |
| پرتغال              | ۱۵٫۳              | ۲۰۱۶ |
| اسلواکی             | ۱۰٫۷              | ۲۰۱۶ |
| اسلوونی             | ۲۰٫۴              | ۲۰۱۶ |
| اسپانیا             | ۱۳٫۶              | ۲۰۱۸ |
| سوئد                | ۶۸٫۰              | ۲۰۱۸ |
| سوئیس               | ۱۴٫۹              | ۲۰۱۷ |
| ترکیه               | ۹٫۲               | ۲۰۱۸ |
| بریتانیا            | ۲۳٫۴              | ۲۰۱۸ |
| ایالات متحده آمریکا | ۱۰٫۱              | ۲۰۱۸ |

## رشد و کاهش اتحادیه
در اواسط دهه ۱۹۵۰، میزان ۳۶ درصد از نیروی کار ایالات متحده عضو اتحادیه بودند. در نقطه اوج اتحادیه آمریکا در دهه ۱۹۵۰، تعداد اعضاء اتحادیه در ایالات متحده کمتر از اکثر کشورهای مشابه بود. تا سال ۱۹۸۹، این رقم به حدود ۱۶ درصد کاهش یافته بود، که پایین‌ترین درصد در میان دموکراسی‌های توسعه‌یافته به‌جز فرانسه است. عضویت اتحادیه برای سایر دموکراسی‌های توسعه یافته، در ۱۹۸۶/۸۷ عبارت بودند از:
- ۹۵ درصد در سوئد و دانمارک.
- ۸۵ درصد در فنلاند
- بیش از ۶۰ درصد در نروژ و اتریش
- بیش از ۵۰٪ در استرالیا، ایرلند و بریتانیا.
- بیش از ۴۰ درصد در ایتالیا
- بیش از ۳۰ درصد در آلمان غربی.

در سال ۱۹۸۷، اتحاد ایالات متحده در اتحادیه ۳۷ امتیاز کمتر از میانگین هفده کشور مورد بررسی بود که از ۱۷ امتیاز کمتر از میانگین در سال ۱۹۷۰ کمتر بود. بین سالهای ۱۹۷۰ و ۱۹۸۷، عضویت اتحادیه تنها در سه کشور دیگر کاهش یافت: اتریش با ۳ درصد، ژاپن ۷ درصد، و هلند ۴ درصد. در ایالات متحده، عضویت اتحادیه ۱۴ درصد کاهش یافته بود.
از سال ۱۹۷۱ تا اواخر دهه ۱۹۸۰، ۱۰ درصد کاهش عضویت در اتحادیه در بخش دولتی ایالات متحده و ۴۲ درصد کاهش در عضویت اتحادیه در بخش خصوصی ایالات متحده وجود داشت. برای مقایسه، هیچ کاهشی در عضویت اتحادیه در بخش خصوصی در سوئد مشاهده نشد. در کشورهای دیگر افت به صورت زیر بود:
- ۲ درصد در کانادا،
- ۳ درصد در نروژ،
- ۶ درصد در آلمان غربی،
- ۷ درصد در سوئیس،
- ۹ درصد در اتریش،
- ۱۴ درصد در بریتانیا،
- ۱۵ درصد در ایتالیا

### فرانسه

#### CGT

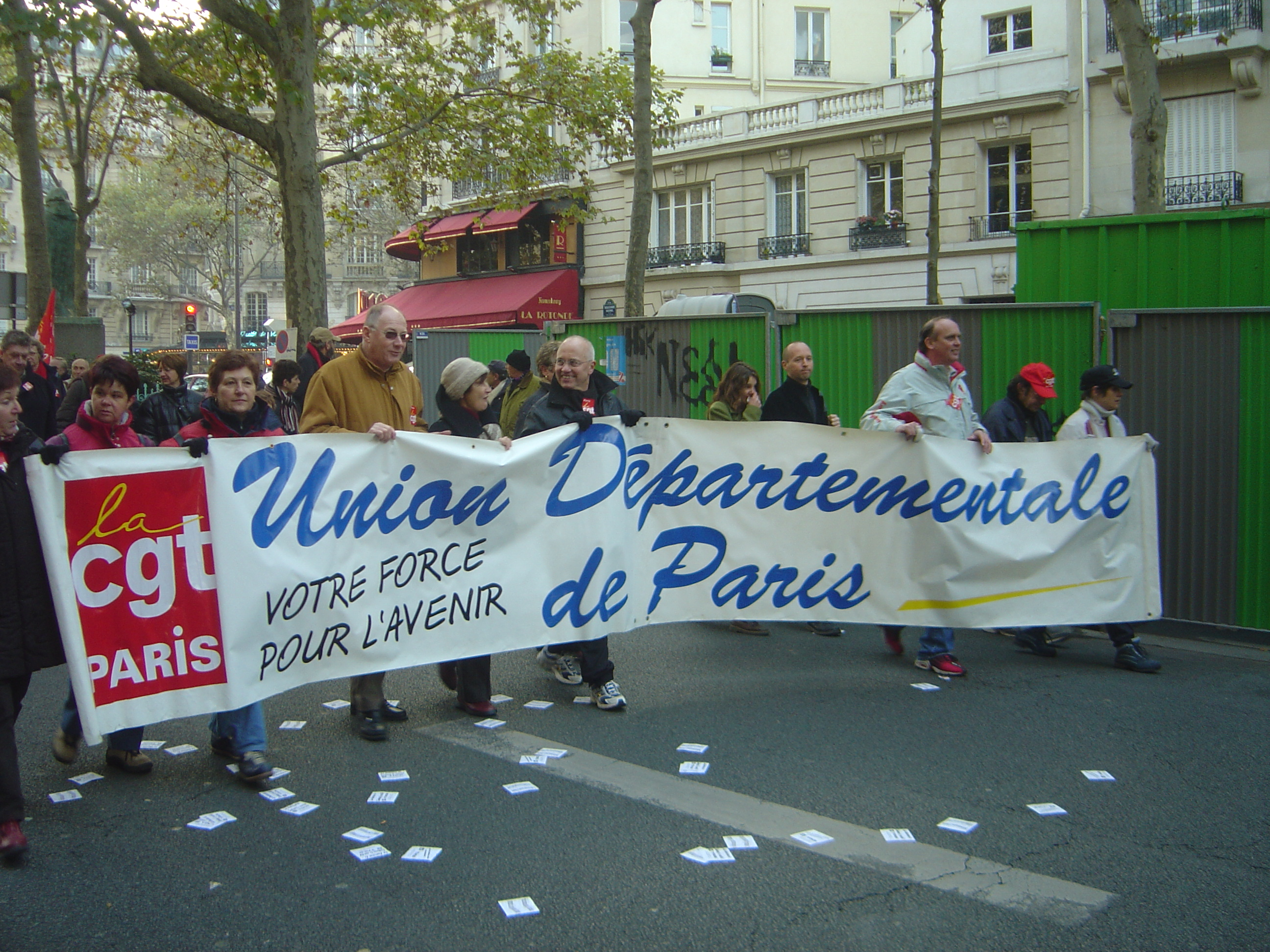
یک بنر CGT در تظاهرات سال ۲۰۰۵ در پاریس

کنفدراسیون عمومی کار (CGT) یک مرکز ملی اتحادیه‌های کارگری، اولین از پنج کنفدراسیون اصلی اتحادیه‌های کارگری فرانسه است. تا دهه ۱۹۹۰ ارتباط نزدیکی با حزب کمونیست فرانسه (PCF) داشت.

## در ادامه مطلب
- باخ، استفان، و همکاران، ویرایش. روابط استخدامی خدمات عمومی در اروپا: تحول، نوسازی یا اینرسی؟ (راتلج، ۲۰۰۵)
- بلانکه، توماس. «دستمزد چانه زنی جمعی در دیدگاه مقایسه ای: آلمان، فرانسه، هلند، سوئد و بریتانیا» بولتن روابط کار مقایسه ای (۲۸ ژوئیه ۲۰۰۵)
  - کمبل؛ جوآن، ویرایش. اتحادیه‌های کارگری اروپا (۱۹۹۲); ۳۱ کشور را به صورت آنلاین پوشش می‌دهد
- چونگ، آنتونی و ایان اسکات، ویرایش. حکومتداری و اصلاحات بخش عمومی در آسیا: تغییر پارادایم یا کسب و کار معمول؟ (راتلج، ۲۰۱۲)
- گالنسون، والتر، ویرایش.جنبش‌های کارگری مقایسه ای (۱۹۶۸)
  - لامو، آنا، خاویر جی پرز، و لوجر شوکنشت. «رهبری دستمزد بخش دولتی یا خصوصی؟ یک دیدگاه بین‌المللی»، مجله اقتصاد اسکاندیناوی 114.1 (2012): 228-244. آنلاین
- لوسیفورا، کلودیو و دومینیک مورز. شکاف پرداختی بخش دولتی در فرانسه، بریتانیا و ایتالیا. بررسی درآمد و ثروت ۵۲.1 (2006): ۴۳–۵۹.
- مارتین، اندرو و همکاران دنیای جدید شجاع کار اروپایی: اتحادیه‌های کارگری اروپا در هزاره (1999) به صورت آنلاین
- مونتگومری، دیوید. «اعتصابات در آمریکای قرن نوزدهم»، تاریخ علوم اجتماعی (1980) 4#1 pp. 81-104 در JSTOR، برخی از داده‌های مقایسه ای
- موریلو، ماریا ویکتوریا. اتحادیه‌های کارگری، ائتلاف‌های حزبی و اصلاحات بازار در آمریکای لاتین (2001) به صورت آنلاین
- سیلویا، استفان جی. برگزاری فروشگاه با هم: روابط صنعتی آلمان در دوران پس از جنگ. انتشارات دانشگاه کرنل (2013)
- استورمتال، آدولف. جنبش‌های کارگری تطبیقی: ریشه‌های ایدئولوژیک و توسعه نهادی (۱۹۷۲)
- ریگلی، کریس، ویرایش. اتحادیه‌های کارگری بریتانیا، ۱۹۴۵–۱۹۹۵ (انتشارات دانشگاه منچستر، ۱۹۹۷)